# Александар Ј. Ивковић
Александар Ј. Ивковић (рус. Александр Ефимович Ивкович; Одеса, Русија, 2. фебруар 1894 — Београд, 3. мај 1969) је био руски и српски издавач стрипова, бизнисмен и стрипар. Највећи стрип издавач у Краљевини Југославији. Већина радова руских емигрантских уметника у Београду објављена је у његовим часописима "Мика Миш", "Забавник", "Робинзон", "Мали забавник Мика Миш", "Мала библиотека Мике Миша", "Весели забавник", "Тарцан".

## Биографија
Право име Александра Ивковића није познато. Презиме је преузео од своје супруге (званично 1934. године) Српкиње Даринке Ивковић. На супругино име отворио је своје прво успјешно предузеће у Краљевини Југославије - Издавачко књижарско предузеће и фотоцинкографију "Рус". У периоду од од 1936. до 1941. године покренуо је девет часописа. У оквиру свог предузећа "Рус" покренуо је специјализоване стрип часописе  "Забавник", "Робинзон", "Мали забавник Мика Миш", "Мала библиотека Мике Миша". Почетком 1937. године покренуо је још један часопис – "Весели забавник", а марта 1938. године и часопис "Тартзан". Године 1937. са белгијским издавачем Ладиславом Шандором Лустигом основао специјализовано предузеће Универзум Прес (Universum Press) које се бавило издавањем, израдом и дистрибуцијом стрипа.
Најпознатији часопис у Краљевини Југославији, који ће ући у историју европског стрипа, био је часопис "Мика Миш" (то је тада била српска верзија имена Мики Маус). Покренут је марта 1936. године. Иако је најављен и конципиран као дечји лист, Мика Миш је у почетку доносио поред стрипова и хумор, пјесмице, укрштенице, загонетке и сличне прилоге, али је убрзо претворен у прави стрип лист. За часопис су радили многи руски емигранти - умјетници, Ђорђе Лобачев, Николај Навојев, Сергеј Соловјов, Константин Кузњецов, Алексеј Ранкхнер, Иван Шеншин, као и југословенски умјетниk Ђорђе Јука Јанковић. Уредник часописа био је Милутин С. Игњачевић. Избијањем Другог свјетског рата престаје издавање свих Ивковићевих стрип часописа. Током окупације било је тешко издавати часописе јер је сва издавачка дјелатност била регулисана указом Војног команданта Србије. Тим указом "О штампању" од 20. маја 1941. године све издавачке куће биле су подређене Одјелењу за пропаганду Југоистока (Propaganda-Abteilung Südost). Ипак Ивковић је 8. октобра 1941. успио да објави 505 број часописа "Мика Миш", али је овај број забрањен због америчких и енглеских стрипова. Послије рата Ивковић је покушао безуспјешно да оживи часопис "Весели забавник", па се посветио пословима своје издавачке куће Универзум Прес. Преминуо је у Београду 1969. а сахрањен је на Новом гробљу у Београду.